# Simpang Banyak Jae
Simpang Banyak Jae is een bestuurslaag in het regentschap Mandailing Natal van de provincie Noord-Sumatra, Indonesië. Simpang Banyak Jae telt 155 inwoners (volkstelling 2010).